# Johannes Adam (Pfarrer)
Johannes Adam (* vor 1576; † nach 1628) war ein deutscher  reformierter Pfarrer. Er war Superintendent an der Bergstraße und wirkte in Heppenheim. Adam stammte aus Rügenwalde in Pommern und wurde Pommeranus oder Pomer genannt. 

## Leben
Ein Verwandter (Vater?) Adams könnte der evangelische Pfarrer Thomas Adam in Schlawin gewesen sein. Sein Bruder war wohl Jakob Adam, später reformierter Pfarrer in Danzig.
Adam studierte ab 1587 in Heidelberg. Anschließend war er von 1591 bis 1595 am Reformierten Gymnasium Kreuznach tätig. Er wurde dann als Präzeptor an das Gymnasium nach Heidelberg berufen. Am 16. Februar 1591 heiratete er Sarah, die Tochter des berühmten Professors Lambertus Helmius Pithopoeus, mit der er drei Kinder hatte. 
Am 3. April 1601 wurde Adam Pfarrer an der Kirche St. Peter in Heppenheim. Als katholische Truppen die Bergstraße eroberten und der Mainzer Kurfürst und Erzbischof Johann Schweikhard von Cronberg das Amt Starkenburg 1622/23 erneut in Besitz nahm, führte dieser mit Hilfe des Burggrafen Gerhard von Waldenburg das katholische Bekenntnis wieder ein. Am 1. Juli 1624 wurde Adam als Heppenheimer Pfarrer abgesetzt, blieb allerdings bis 1628 in Heppenheim wohnen. Der Burggraf verfasste über die Amtsenthebung von Adam einen Brief. Als der evangelische König Gustav II. Adolf 1630 die Bergstraße eroberte, konnten noch einmal reformierte Pfarrer bis 1634 nach Heppenheim zurückkehren. Danach setzte der Mainzer Kurfürst seine Rekatholisierungspolitik durch. Evangelische Taufen und Gottesdienste wurden verboten.
Am 16. Februar 1613 schrieb Adam ein Widmungsgedicht für ein Buch von Anton Praetorius gegen Hexenprozesse. 1619–1627 gab er u. a. Psalmenstudien von Abraham Scultetus heraus.